# Национальный раскол
Национальный раскол (греч. Εθνικός Διχασμός), иногда Национальная схизма (греч. Εθνικό σχίσμα) — период в истории современной Греции, связанный с разногласиями между королём Константином I и премьер-министром Элефтериосом Венизелосом по поводу того, должна ли Греция принять участие в Первой мировой войне. Это расхождение и последующее снятие Венизелоса с должности королём привели к глубокому расколу в личных отношениях между двумя политиками, который перерос в раскол между их последователями, и шире — в раскол в греческом обществе в целом.
Греция оказалась разделенной на два противоположных политических лагеря. Элефтериос Венизелос создал отдельное государство в Северной Греции, и в конечном итоге, при поддержке союзников, вынудил короля отречься от престола. Горькие последствия этого раскола определили основные черты греческой политической жизни 1920-х годов и способствовали поражению Греции в Малоазиатской кампании (более известной как Греко-турецкая война 1919—1922), краху Второй Греческой Республики и установлению диктаторского режима Иоанниса Метаксаса.

## Причины конфликта
Основной причиной конфликта была борьба между Элефтериосом Венизелосом и королём Константином I за власть в Греции. Король, несмотря на конституционную ограниченность своих полномочий, пользовался значительным влиянием в правительстве государства, особенно в конце 19 века, когда политическая обстановка была очень неустойчивой. Большинство реформаторов и либералов рассматривали вмешательство монархии в политику как вредное. Негативное отношение общества к монархии усилилось поражением греческой армии во главе с Константином I (в то время наследным принцем) в греко-турецкой войне 1897 года. Эти надежды на реформы разделяло также молодое офицерство в греческой армии, поскольку чувствовало себя униженным поражением и находилось под влиянием буржуазного западноевропейского либерализма.
Следуя примеру успешного восстания младотурок, создается «Военная лига». 15 августа 1909 года она совершает попытку государственного переворота в афинских казармах Гуди. Движение, которое требовало реформирования правительства и военного дела, широко поддержала общественность. Наконец король Георг I был вынужден уступить требованиям военных. Он назначил Кирьякулиса Мавромихалиса премьер-министром и принял требование отстранить наследных принцев от военного дела.
Однако вскоре стало очевидно, что руководство Лиги не способно управлять страной. Военная лига стала искать опытного политического деятеля, который бы также был желательно антимонархистом и не запятнанным «старопартийностью» прежней системы. Именно такие черты офицеры нашли в лице Элефтериоса Венизелоса — в то время значительного критского политика, чьи столкновения с принцем Георгом, который выступал регентом острова Крит, подтверждали его антимонархичность и привязанность к либерализму. С приходом Венизелоса Военная Лига оказалась в стороне, а энергичный и сравнительно молодой политик быстро стал доминирующей фигурой в греческой политической жизни. Его правительство провело большое количество назревших реформ, в том числе провёл поправки к Конституции. Однако Венизелос также установил тесные отношения с королём, сопротивляясь призывам к превращению ревизионного собрания в конституционное, и даже восстановил наследных принцев в их позициях в армии, а наследного принца Константина в том числе в качестве генерального инспектора.
С началом Балканских войн Константин был снова немедленно назначен главнокомандующим греческой армии. Его успехи, особенно во Второй Балканской войне против Болгарии, затмили предыдущие настроения и помогли многим забыть его поражение в 1897 году. Отныне Константин, который уже стал королём, считался «коронованным лаврами» и «болгаро-убийцей». Однако уже во время этой кампании возникла первая напряжённость в отношениях между королём Константином и Венизелосом из-за спора за курс армии после победы при Сарантапоро. Константин хотел вести армию на север, в Манастир (современная Битола), в то время как Венизелос настаивал на том, что армия должна повернуть на восток, к стратегически важному городу и порту Фессалоники. Беспокойство Венизелоса усиливалось тем, что болгары также желали захватить Фессалоники, важнейший город в области Македония, и начали перебрасывать в него свои войска. Наконец Венизелос взял верх, и греки вошли в город всего за несколько часов до прибытия болгар. Этот эпизод не был обнародован в то время, и в период после войны король и премьер-министр наравне были чрезвычайно популярны, считались неотъемлемыми составляющими грозного партнёрства во главе Греческого государства.

## Начало конфликта

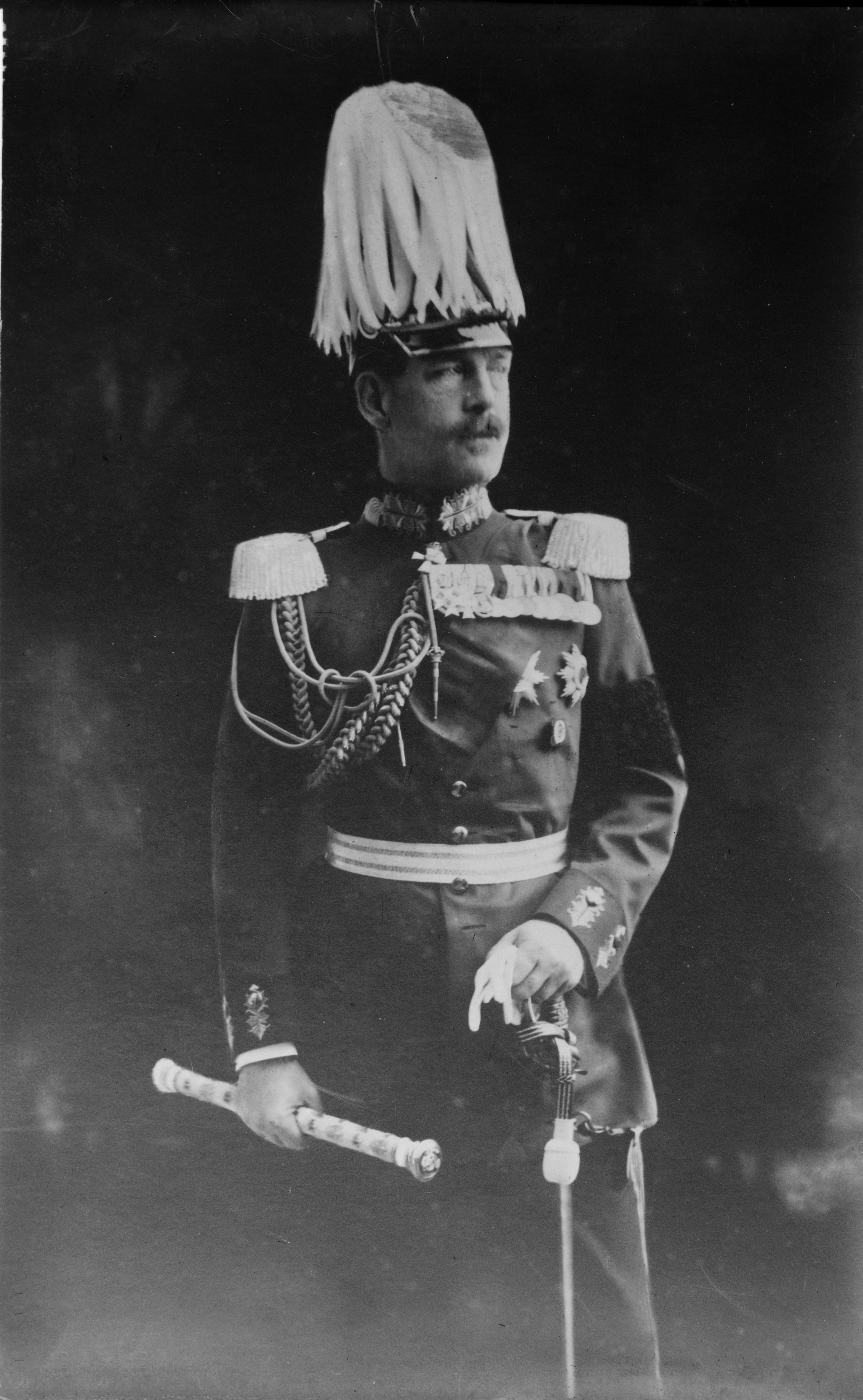
Король Константин I в греческой фельдмаршальской форме

С началом Первой мировой войны греческая власть оказалась перед выбором: сохранять нейтралитет или присоединяться к силам союзников. Участие в войне на стороне Центральных держав не могло рассматриваться, поскольку Греция находилась в уязвимом положении перед британским флотом и прежде всего потому, что в союзе с самого начала участвовала Османская империя, давний враг Греции. Таким образом, нейтралитет рассматривался как желанная и удобная позиция большинством прогермански настроенных греков, в том числе старшим руководством Генерального штаба, которое в основном получило образование в Германии и оказало значительное влияние на короля.
Ситуация осложнялась рядом других факторов. В частности, королева София была родной сестрой немецкого кайзера Вильгельма II, а сам Константин получил образование в Германии и восхищался немецкой культурой. Вместе с тем Грецию связывал пакт о взаимной обороне с Сербией, членом Антанты, которая попросила оказать поддержку, после того как была захвачена Австро-Венгрией (см. Сербская кампания).
Личные связи короля делали его, очевидно, предвзятым в поддержке Центральных держав. Однако он разумно настаивал на сохранении Грецией нейтралитета — особенно до тех пор, пока победитель в войне не станет очевидным. С другой стороны премьер-министр Венизелос выступал в пользу присоединения к Антанте. В январе 1915 года в попытке склонить греков на свою сторону, Великобритания предложила Греции послевоенные уступки в Малой Азии (ныне часть Турции). Венизелос, основной идеолог Великой идеи воссоединения исторически греческих земель, считал это важным шагом и попытался провести через Греческий парламент законопроект о присоединении к союзникам. Верная королю оппозиция, генералы армии и их сторонники заставили Венизелоса уйти в отставку вскоре после этого.

## 1915—1916 годы. Парламентские выборы

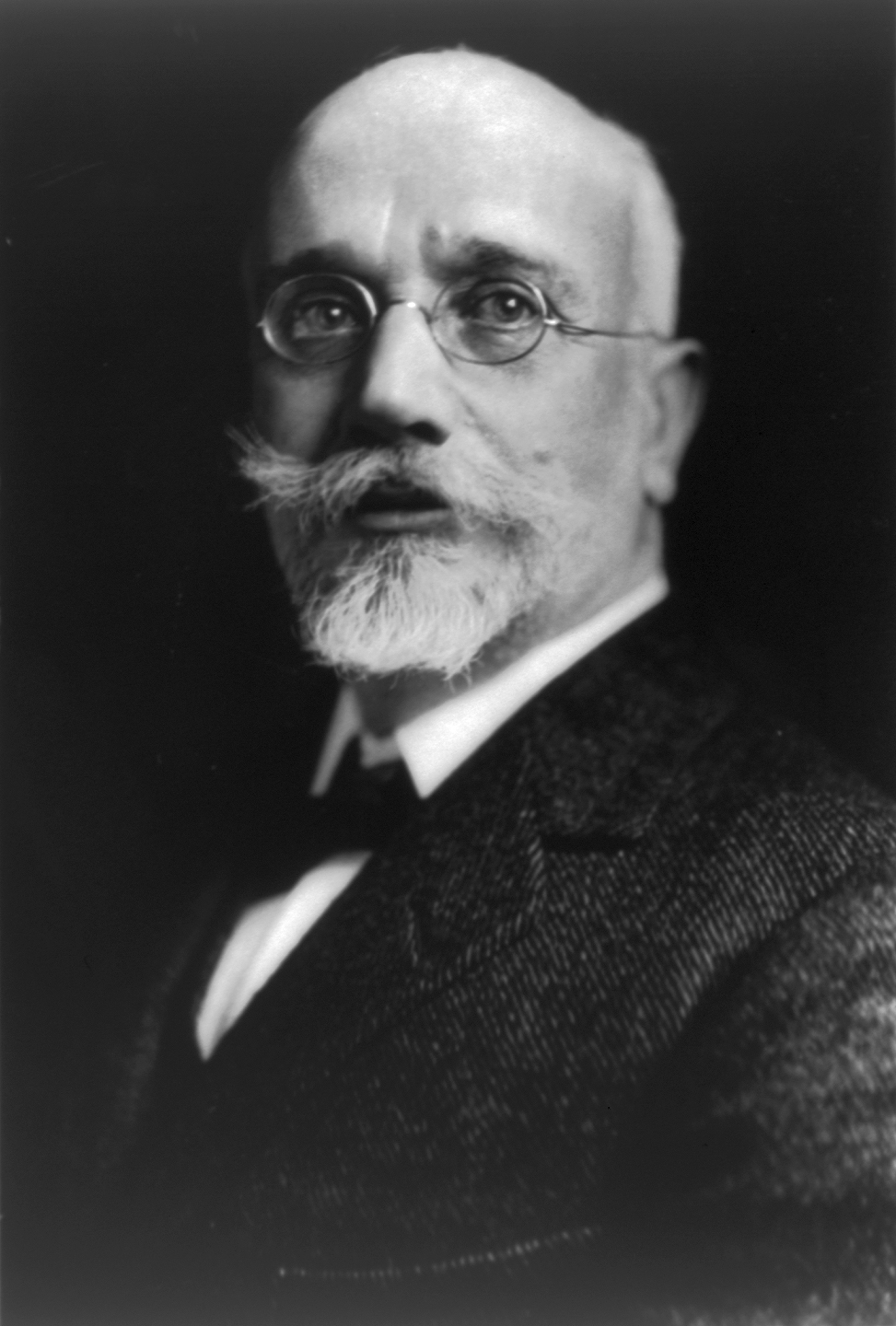
Элефтериос Венизелос

Отставка Элефтериоса Венизелоса вызвала открытую конфронтацию между сторонниками короля Константина I и Элефтериоса Венизелоса, которая в итоге привела в всеобщим выборам в мае 1915 года. На выборах победила Либеральная партия Венизелоса, следовательно Венизелос снова должен был стать премьер-министром Греции, но Константин отказался ратифицировать назначение нового правительства до августа.
Все это время сербско-болгарский конфликт усугублялся, и наконец Болгария объявила войну Сербии, что создало непосредственную угрозу для восстановленной греческой провинции Македония, в том числе стратегически важного порта Фессалоники. Венизелос попросил короля Константина формализовать договор о взаимной обороне с Сербией в интересах охраны границы с Грецией от прямой болгарской атаки. Константин согласился, но только при условии, если на Грецию совершат нападение. После неудачной попытки склонить Константина к противодействию Болгарии, Венизелос предоставил английским и французским войскам плацдарм в Македонии для их подготовки к нападению на Галлиполи, Турция. Это вызвало смятение в греческом правительстве, Венизелос этим воспользовался и в парламенте объявил войну Болгарии.
Спор между премьер-министром и королём достиг своего апогея, и Константин, ссылаясь на действующую Конституцию, воспользовался правом монарха распускать правительство в одностороннем порядке. В декабре 1915 года Константин заставил Венизелоса уйти в отставку и распустил парламент, в котором доминировала Либеральная партия, объявив новые выборы в декабре. Венизелос оставил Афины и переехал на свой родной Крит.
Либералы бойкотировали эти вторые выборы, что подорвало позиции нового правительства роялистов, поскольку правительство фактически было назначено королём, без учета общественного мнения. Напряженность между двумя сторонами росла постепенно в течение следующего года, хотя общественность была не так чётко разделена на протяжении этого периода. Когда французские и британские войска высадились в Салониках, греческий народ поддержал мнение короля о том, что союзники нарушили суверенитет Греции. Позже, когда 15 (28) мая 1916 года правительство Скулудиса передало стратегически важную крепость Рупель в Македонии германо-болгарской армии, общественность возмутилась из-за того, что король оказался неспособным защитить территорию Греции.
30 августа 1916 года произошел переворот против правительства роялистов, осуществленный Движением народной обороны (греч. Κίνημα της Εθνικής Αμύνης), тайной про-венизеловской военной организацией, основанной в Салониках. В результате переворота в Салониках было сформировано второе временное правительство Греции. При поддержке союзников Венизелос вернулся на материковую Грецию с Крита, чтобы возглавить новый триумвират. К концу 1916 года Франция и Великобритания, после неудачной попытки убедить правительство роялистов вступить в войну, официально признали правительство Движения народной обороны в Салониках законным правительством Греции.
В ответ на действия Движения народной обороны было создано про-королевское военизированное подразделение «Резервисты» (греч. Επίστρατοι) во главе с полковником Иоаннисом Метаксасом (один из ближайших помощников короля Константина и в будущем диктатор Греции). Группа «Резервисты» своими противниками видела либералов и сторонников Венизелоса в Афинах и прилегающих районах, что привело к «ноябрьским событиям», которые переросли в вооруженное противостояние между греческими резервистами и французской морской пехотой. В качестве возмездия союзники захватили греческий флот и потребовали частичного разоружения роялистских сил и их вывода на Пелопоннес. Морская блокада длилась 106 дней в общей сложности, в течение которых к портам материковой Греции, которые находились под контролем правительства роялистов в Афинах, не поступали продовольственные товары. Блокада также имела целью создать прецедент для возможных будущих конфликтов в Греции.

## 1917 год. Греция вступает в войну
Блокада союзников наконец достигла своей цели. В июне 1917 года после угроз начать бомбардировки Афин в случае, если король не откажется от престола, Константин I оставил Грецию, а корону унаследовал его второй сын Александр. Зато Элефтериос Венизелос взял под контроль правительство и пообещал поддержку греческим союзникам. В июле страна официально объявила войну Центральным державам. В течение оставшихся 18 месяцев войны 10 дивизий греческой армии воевали на стороне союзных войск против болгарских и немецких войск в Македонии и Болгарии. Во время конфликта греческие войска потеряли около 5 000 военнослужащих.

## Последствия
Вступление Греции в войну и предшествующие события привели к глубокому политическому и социальному расколу в Греции после Первой мировой войны. Влиятельные политические группировки — либералы (сторонники Венизелоса) и роялисты — участвуя в долгой и ожесточенной конкуренции в довоенной политике, достигли состояния прямой ненависти друг к другу. Обе стороны рассматривали действия другой во время Первой мировой войны как политически незаконные и даже как измену. Эта вражда неизбежно распространилась на все греческое общество, создавая глубокий раскол. Это в свою очередь определило поражение Греции в Малоазиатской кампании 1919—1922 годов и привело к продолжению политических и военных беспорядков в межвоенные годы, в период Второй Греческой Республики. Национальный раскол стал также одной из основных причин, которые привели к краху республики и позволили установление диктаторского режима 4 августа 1936 года. Раскол между роялистами и либералами коснулся также США и других стран, где жили греческие иммигранты того поколения: иммигранты — сторонники того или иного политического лагеря, селились в отделенных общинах, часто вокруг конкурирующих греческих православных приходов.